# المخيم الكشفي العالمي الرابع والعشرون
المخيم الكشفي العالمي الرابع والعشرون هو المخيم المقرر عقدة في ولاية فرجينيا الغربية من 22 يوليو 2019 - 2 أغسطس 2019 وسيتم تقسيم واجبات الاستضافة بين الولايات المتحدة وكندا، والمكسيك. وموضوع المخيم سيكون بعنوان فتح عالم جديد.